# Mondo di notte – Welt ohne Scham
Mondo di notte – Welt ohne Scham ist ein Mondo-Film des italienischen Regisseurs Gianni Proia aus dem Jahr 1963. Er zeigt die typische Mischung aus Sex, Gewalt und Kuriositäten in Dokumentaraufnahmen aus verschiedenen Ländern. Die numero 3 des Originaltitels lässt auf eine erfolgreiche Serie innerhalb der Serie schließen. Deutsche Erstaufführung war am 6. März 1964.

## Inhalt
- Frankreich: Auf einem Opernball in Paris wird der Nachwuchs der besseren Kreise in die Gesellschaft eingeführt. Als Attraktion tritt ein Fakir auf, der sich zum Schrecken der jungen Leute mit einem Degen Brust und Kehle durchsticht.
- Metzger feiern zwischen Schweinehälften ihren Feierabend in den alten Pariser Markthallen mit einem Striptease.
- Das Sex-Grusel-Kabinett des Monsieur Gignol wird vorgestellt.
- England: Eine nackte und gefesselte Novizin muss sich makabren Prüfungen unterziehen, um in eine Sekte aufgenommen zu werden. Unter anderem blutet ein frisch geschlachtetes Huhn über ihrem Körper aus.
- West-Berlin: Eine schlagende Verbindung ficht eine Mensur und reibt einen Salamander.
- Lappland: Ausgewählte Rentiere werden kastriert. Dies wird nach alter Überlieferung von den schönsten Mädchen vorgenommen
- Stockholm: Schwedische Halbstarke (Teddyboys) veranstalten Autorennen mitten in der Stadt. Danach haben sie Sex auf einem Parkplatz.
- In einem italienischen Provinztheater (Eintritt nur für Männer!) tritt eine Bauchtänzerin auf.
- Griechenland: Mönche eines abgeschiedenen Klosters leben wie im Mittelalter
- Unter den Gebeten der Frauen ziehen Fischer auf den Azoren mit kleinen Booten und Harpunen aus, um Wale zu jagen. Im weiten Umkreis färbt sich das Meer rot.
- Japan: Karate-Sportler durchschlagen mit Kopf und Händen dicke Steinplatten.
- Ein Beitrag über Bodybuilderinnen aus Las Vegas scheint in der deutschen Ausgabe zu fehlen.

## Kritiken
„Pseudodokumentarische Aneinanderreihung von überwiegend gestellten brutalen und sexistischen Szenen der Schattenseite des Lebens.“

## Kuriosität
In der Szene aus Berlin sind der spätere Regierende Bürgermeister Eberhard Diepgen beim rituellen Biertrinken (Salamander)  sowie seine Kommilitonen Klaus-Rüdiger Landowsky und Peter Kittelmann (alle CDU) bei einer Mensur zu sehen. Darauf wies das NDR-Magazin panorama im Jahr 1986 in einem Beitrag über Skandale der West-Berliner CDU hin.